# SumUp
SumUp es una empresa de servicios financieros y paga móvil con sede en Londres, Reino Unido. SumUp brinda soporte a más de 3,5 millones de comerciantes en más de 30 mercados en todo el mundo y opera un conjunto de productos de herramientas comerciales a medida creadas específicamente para el segmento micro y nano. 
La oferta principal de productos de SumUp es un lector de tarjetas EMV que puede leer bandas magnéticas, chips ("Chip and Pin") y RFID/NFC.

## Historia
La idea de SumUp fue concebida en 2011. La empresa se fundó al año siguiente. Algunos de los inversores fueron American Express, BBVA Ventures y Groupon.
El primer producto fue lanzado oficialmente en agosto de 2012. En un inicio, las oficinas centrales estaban en Berlín, Alemania, pero posteriormente la sede se cambiaría a Londres, Reino Unido. 
También cuentan con oficinas en:
- Ámsterdam, Países Bajos
- Berlín, Alemania
- Boulder, Colorado, Estados Unidos
- Copenhague, Dinamarca
- Colonia, Alemania
- Dublín, Irlanda
- Kiev, Ucrania
- Londres, Inglaterra, Reino Unido
- Luxemburgo, Luxemburgo
- Santiago, Chile
- São Paulo, Brasil
- Sofía, Bulgaria
- Varsovia, Polonia
- Bogotá, Colombia

En abril de 2016, SumUp anunció que se fusionaría con su competidor Payleven, un proveedor de pagos móviles de Rocket Internet, con sede en Berlín.
En febrero de 2019, SumUp anunció la adquisición de la plataforma de comercio electrónico Shoplo.
SumUp también adquirió Debitoor, una empresa danesa de software de facturación para trabajadores autónomos y pymes.
En noviembre de 2020, SumUp adquirió Goodtill, el proveedor de software para los puntos de ventas, con sede en Londres, seguido de Tiller, con sede en París, en febrero de 2021, para fortalecer su posición en el sector de los restaurantes y hostelería. En febrero de 2021, SumUp adquirió además el proveedor del sistema bancario central lituano Paysolut, luego de una asociación comercial de dos años entre las dos compañías.
En marzo de 2021, SumUp recaudaba $895 millones en deuda para duplicar su negocio de pagos B2C.
En abril de 2021, The Zoological Society of London (la organización benéfica internacional de conservación detrás de los zoológicos de Londres y Whipsnade) se asocia con SumUp para la recaudación sin contacto y digital de fondos en los zoológicos.

## Productos
- Terminal de tarjetas con chip y PIN y NFC: el producto principal de SumUp es un lector de tarjetas EMV, que puede leer tarjetas de pago con banda magnética, chip ("Chip y PIN") y RFID/NFC (conocida como "sin contacto").[14] El lector se empareja con un teléfono o tablet con sistemas Android o iOS a través de Bluetooth para verificar los pagos a través de Internet.
- Terminal de tarjetas 3G Chip & Pin y NFC: es un lector de tarjetas 3G[15] que funciona sin una aplicación. Tiene una tarjeta SIM incorporada con datos para permitir el procesamiento de pagos a través de una conexión de red local.
- Sistema de punto de venta: funciona como caja registradora y punto de venta todo en uno. La "caja registradora POS" consta de un terminal de tarjetas SumUp, un iPad preconfigurado, un soporte para iPad, una impresora de recibos, una caja registradora y un router de Wi-Fi.[16] Solo disponible en Alemania y algunos otros países.
- SDK y API: SumUp permite que terceros integren la infraestructura de pago de extremo a extremo, así como terminales de tarjetas a través del kit de desarrollo de software de pago de terminal de SumUp para iOS y Android, así como varias otras API para desarrolladores. A través de la integración con la plataforma abierta SumUp, los terceros pueden ofrecer la aceptación de tarjetas a través de sus aplicaciones nativas o basadas en navegador. Los SDK y las API de SumUp admiten la aceptación de Visa, VPay, Mastercard, Maestro, American Express, Apple Pay, Android Pay, así como esquemas de tarjetas de débito locales.[17]

## Expansión internacional
SumUp está presente en 31 países. 
En agosto de 2012, la empresa lanzó el servicio en Alemania, Austria, Reino Unido e Irlanda. En noviembre de 2012, Italia, España y los Países Bajos siguieron como nuevos mercados. Un mes después, en diciembre de 2012, SumUp se expandió a Francia, Bélgica y Portugal. En noviembre de 2013, SumUp lanzó el servicio en Brasil. Desde mayo de 2014, SumUp también opera en Polonia y Suiza. En Suecia se lanzó en septiembre de 2015. Desde octubre de 2016, SumUp también operaEstados Unidos.
En septiembre de 2017, SumUp lanzó su servicio en 15 países europeos: Bulgaria, Chipre, República Checa, Dinamarca, Estonia, Finlandia, Grecia, Hungría, Letonia, Lituania, Luxemburgo, Malta, Noruega, Eslovaquia y Eslovenia. 
En noviembre de 2017, SumUp anunció una empresa conjunta con el Banco del Estado de Chile (BancoEstado). El servicio opera bajo la marca “Compraqui” y tiene su sede en Santiago de Chile. Desde septiembre de 2020, la marca y operaciones de Compraqui son 100% del BancoEstado, mientras que las operaciones de SumUp en Chile existen al igual que en otros países y son independientes del banco.
En 2021, SumUp y PirPos firman una alianza que beneficia a más de 1.800 restaurantes y bares colombianos (enlace roto disponible en Internet Archive; véase el historial, la primera versión y la última)., El acuerdo entre la compañía global de medios de pago, SumUp, y la plataforma digital colombiana de POS o terminales de venta, PirPos, busca ofrecer de manera integrada los servicios de ambas empresas.